# Myotis montivagus
Myotis montivagus là một loài động vật có vú trong họ Dơi muỗi, bộ Dơi. Loài này được Dobson mô tả năm 1874.

## Hình ảnh

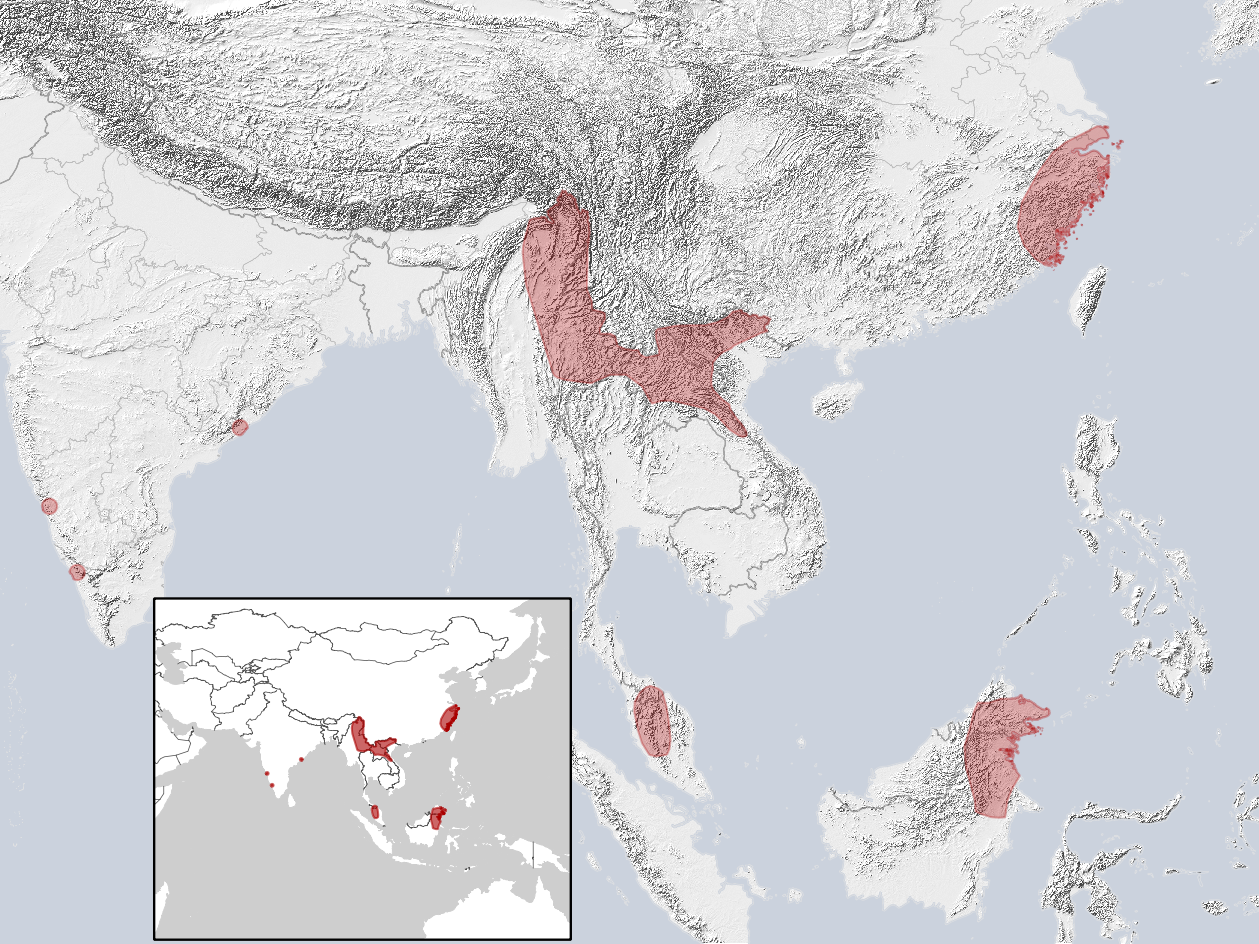